# Inferência inconsciente
Na psicologia da percepção, a inferência inconsciente (em alemão: unbewusster Schluss), também conhecido como conclusão inconsciente, é um termo cunhado em 1867 pelo físico e polímata alemão Hermann von Helmholtz para descrever um mecanismo involuntário, pré-racional e reflexo que faz parte da formação de impressões visuais. Embora noções precursoras tenham sido identificadas nos escritos de Thomas Hobbes, Robert Hooke e Francis North (especialmente em conexão com a percepção auditiva), bem como no Novum Organum de Francis Bacon, a teoria de Helmholtz foi durante muito tempo ignorada ou até mesmo rejeitada pela filosofia e psicologia. Desde então, recebeu nova atenção da pesquisa moderna, e o trabalho de acadêmicos recentes se aproximou da visão de Helmholtz.

Estruturas teóricas elaboradas sobre inferência inconsciente persistem há mil anos, originando-se com Ibne Alhazém, por volta do ano 1030. Essas teorias têm desfrutado de ampla aceitação por quase quatro séculos, começando com as contribuições de René Descartes em 1637. No terceiro e último volume de seu Handbuch der physiologischen Optik, Helmholtz discutiu os efeitos psicológicos da percepção visual. Seu primeiro exemplo é o da ilusão do Sol girando em torno da Terra:
"Todas as noites, aparentemente diante de nossos olhos, o sol se põe atrás do horizonte estacionário, embora estejamos bem cientes de que o sol está fixo e o horizonte se move."

## Ilusões de ótica

Dois conjuntos de setas que exibem a ilusão de Müller-Lyer. O conjunto na parte inferior mostra que todas as hastes das flechas têm o mesmo comprimento.

Não conseguimos acabar com as ilusões de ótica nos convencendo racionalmente de que nossos olhos nos pregaram peças: obstinada e inabalavelmente, o mecanismo segue sua própria regra e, assim, exerce um domínio imperioso sobre a mente humana. Embora as ilusões de ótica sejam os exemplos mais óbvios de inferência inconsciente, as percepções das pessoas umas das outras são influenciadas de forma semelhante por essas conclusões não intencionais e inconscientes. O segundo exemplo de Helmholtz se refere à performance teatral, argumentando que o forte efeito emocional de uma peça resulta principalmente da incapacidade dos espectadores de duvidar das impressões visuais geradas pela inferência inconsciente:
"Um ator que habilmente retrata um velho é para nós um velho ali no palco, desde que deixemos a impressão imediata nos influenciar, e não nos lembremos à força de que o programa afirma que a pessoa que se move ali é o jovem ator com quem estamos familiarizados. Nós o consideramos como estando com raiva ou sofrendo conforme ele nos mostra um ou outro modo de semblante e comportamento. Ele desperta medo ou simpatia em nós [...]; e a convicção profunda de que tudo isso é apenas show e brincadeira não impede nossas emoções de forma alguma, desde que o ator não deixe de desempenhar seu papel. Pelo contrário, um conto fictício desse tipo, no qual parecemos entrar em nós mesmos, nos agarra e tortura mais do que uma história verdadeira semelhante faria quando a lemos em um relatório documental seco."
A mera visão de outra pessoa é suficiente para produzir uma atitude emocional sem qualquer base razoável, mas altamente resistente a todas as críticas racionais. Obviamente, a impressão é baseada na atribuição de características espontânea e espúria—um processo que dificilmente podemos evitar, pois o olho humano, por assim dizer, é incapaz de duvidar e, portanto, não pode afastar a impressão.
A formação de impressões visuais, Helmholtz percebeu, é alcançada principalmente por julgamentos inconscientes, cujos resultados "nunca podem ser elevados ao plano dos julgamentos conscientes" e, portanto, "carecem do trabalho purificador e examinador do pensamento consciente". Apesar disso, os resultados dos julgamentos inconscientes são tão imunes ao controlo consciente, tão resistentes à contradição que são “impossíveis de eliminar” e “o seu efeito não pode ser superado”. Portanto, quaisquer que sejam as impressões que este processo de inferência inconsciente conduz, elas atingem “a nossa consciência como uma força estranha e avassaladora da natureza”.
A razão, sugeriu Helmholtz, reside na forma como as impressões sensoriais visuais são processadas neurologicamente. Os centros corticais superiores responsáveis pela deliberação consciente não estão envolvidos na formação de impressões visuais. Entretanto, como o processo é espontâneo e automático, não conseguimos explicar como chegamos aos nossos julgamentos. Através dos nossos olhos, necessariamente percebemos as coisas como reais, pois os resultados das conclusões inconscientes são interpretações que "são impostas à nossa consciência, por assim dizer, como se um poder externo nos tivesse restringido, sobre o qual a nossa vontade não tem controle".

Ao reconhecer esses mecanismos de formação de atitude subjacentes ao processamento humano de sinais não verbais, Helmholtz antecipou os desenvolvimentos na ciência em mais de um século. Como Daniel Gilbert salientou, "Helmholtz prenunciou muitos pensadores atuais não apenas ao postular a existência de tais operações [inferenciais inconscientes], mas também ao descrever suas características gerais". Ao mesmo tempo, acrescentou, é “provavelmente justo dizer que as ideias de Helmholtz sobre o processo de inferência social não exerceram qualquer impacto na psicologia social”. De fato, os psicólogos acreditavam que Helmholtz havia sido vítima de um erro de raciocínio. Como Edwin G. Boring resumiu o debate, "Uma vez que uma inferência é ostensivamente um processo consciente e, portanto, não pode ser inconsciente nem imediata, a visão [de Helmholtz] foi rejeitada como autocontraditória". No entanto, vários autores recentes abordaram a concepção de Helmholtz sob uma variedade de títulos, tais como "julgamentos rápidos", "processamento de informação social não consciente", "inferência de traços espontânea", "pessoas como intérpretes flexíveis", e "pensamento não intencional". Siegfried Frey destacou a qualidade revolucionária da proposição de Helmholtz de que é do observador, não do agente, que surge o processo de atribuição de significado realizado quando interpretamos um estímulo não verbal:
"Ao não distinguir a aparência da realidade, a psicologia da expressão apenas perpetuou uma falácia profundamente arraigada na linguagem cotidiana: com uma crença inabalável em nossas percepções, rotineiramente chamamos de expressão da outra pessoa o que é, em plena verdade, nossa própria impressão dela ou dele."

## Influências na ciência da computação e psicologia atuais

### A máquina de Helmholtz
O trabalho em ciência da computação fez uso das ideias de inferência inconsciente de Helmholtz, sugerindo que o córtex contém um modelo generativo do mundo. Eles desenvolvem um método estatístico para descobrir a estrutura inerente a um conjunto de padrões:
"Seguindo Helmholtz, vemos o sistema perceptual humano como um mecanismo de inferência estatística cuja função é inferir as causas prováveis da entrada sensorial. Mostramos que um dispositivo desse tipo pode aprender como executar essas inferências sem exigir que um professor rotule cada vetor de entrada sensorial com suas causas subjacentes."

### Princípio da energia livre
O princípio da energia livre fornece uma explicação para a percepção incorporada na neurociência e tenta explicar como os sistemas biológicos mantêm a ordem restringindo-se a um número limitado de estados ou crenças sobre estados ocultos em seu ambiente. Um sistema biológico realiza inferência ativa na amostragem de resultados de ações para maximizar a evidência para seu modelo do mundo:
 "A noção de que sistemas biológicos auto-organizados – como uma célula ou cérebro – podem ser entendidos como minimizadores de energia livre variacional é baseada nas observações de Helmholtz sobre inferência inconsciente e tratamentos subsequentes em psicologia e aprendizado de máquina."